# Стефан Саразен
Стефан Саразен (на френски: Stéphane Sarrazin) е бивш пилот от Формула 1. Роден на 2 ноември 1975 година в Баряк, Франция.

## Формула 1
Стефан Саразен прави своя дебют във Формула 1 в Голямата награда на Бразилия през 1999 година. В световния шампионат записва 1 състезания като не успява да спечели точки. Състезава се за Минарди.